# Mathias Reynard
Mathias Reynard (Savièse, 7 de setembre de 1987) és un polític, membre del Partit Socialdemòcrata de Suïssa i diputat del Consell Nacional de Suïssa (parlament de la federació). Mathias va estudiar al col·legi liceu Creusets a Sion fins al 2006. Llavors continua els estudis de francès, història i filosofia a la Universitat de Lausana fins al 2010. També és president dels Joves Socialistes de Valais Romand el 2005 al 2009. El 23 d'octubre del 2011 és escollit diputat de la 49 legislatura al Consell Nacional de Suïssa. Torna a ser reelegit el 2015, i el 2019 és candidat al Consell d'Estat Suís (cambra alta del parlament).